# Албрехт (Саксония-Айзенах)
Вижте пояснителната страница за други личности с името Албрехт.
Албрехт (на немски: Albrecht von Sachsen-Eisenach; * 27 юли 1599, Алтенбург; † 20 декември 1644, Айзенах) от рода на Ваймерските Ернестински Ветини, е херцог на Саксония-Айзенах от 1640 до 1644 г.

## Живот
Албрехт е син на херцог Йохан III от Саксония-Ваймар (1570 – 1605) и съпругата му Доротея Мария фон Анхалт (1574 – 1617) от род Аскани, дъщеря на княз Йоахим Ернст от Анхалт и сестра на княз Лудвиг I от Анхалт-Кьотен. Брат е на Йохан Ернст I, Фридрих, Вилхелм IV, Йохан Фридрих, Бернхард и Ернст I.
Албрехт следва, както братята му, в университет Йена. През 1615 г. най-големият му брат Йохан Ернст поема управлението в Саксония-Ваймар и опекунството на още малолетните си братя. През 1619 г. Албрехт е приет от чичо му княз Лудвиг I фон Анхалт-Кьотен в литературното Плодоносно общество (Fruchtbringende Gesellschaft) под нр. 17.
От 1619 до 1621 г. той пътува (Cavalierstour) заедно с брат му херцог Йохан Фридрих през Франция и Швейцария. След завръщането му през 1621 г. херцог Албрехт до 1626 г. се занимава с управленски задачи. Тогава той замества отсъстващите си братя. През 1627 г. става администратор на тюрингския Орден-балай.
На 24 юни 1633 г. във Ваймар той се жени за принцеса Доротея фон Саксония-Алтенбург (1601 – 1675), най-малката дъщеря на херцог Фридрих Вилхелм I (1562 – 1602) и неговата втора съпруга Анна Мария (1575 – 1643), дъщеря на херцог Филип Лудвиг фон Пфалц-Нойбург (1547 – 1614).
Според „Ернестинския договор“ с неговите братя от 13 февруари 1640 г. херцог Албрехт получава през 1640 г. частта с град Айзенах. След три години, на 20 декември 1644 г. херцог Албрехт умира бездетен. Херцогството Саксония-Айзенах се разделя между неговите братя. Неговата вдовица умира след 31 години на 10 април 1675 г. в Алтенбург.